# Famille de Cusance
La famille de Cusance est une famille d'origine germanique implantée depuis le Haut Moyen Âge dans l'actuel canton de Baume-les-Dames, dans le département du Doubs. Ils doivent leur nom au village de Cusance, dont ils sont les seigneurs. Certains membres sont aussi barons de Belvoir et de Saint-Julien, et sires de Flagy.

## Origines
L'origine de la famille de Cusance remonterait à Saint Ermenfroy et à son frère Vandelin, héritiers de leur oncle, le chef varasque Iserius.
À la mort de leur père Ermenric, ils quittent la Cour pour rejoindre leur mère à Rantechaux. Ermanfroy vend alors tous ses biens dont il reverse le bénéfice aux pauvres, accorde la liberté à ses serfs et se retire à l'abbaye de Luxeuil. En 631, le prieur lui permet de fonder un couvent à Cusance, recevant jusqu'à 300 religieux, et dont il devient l'abbé. Il meurt en 670, et est inhumé avec son frère dans l'église Notre-Dame de Cusance,.

## Branche aînée
Vernier de Cusance, moine de l'abbaye de Balerne dans les années 1130.
Gérard de Cusance, (? - avant 1170), seigneur de Cusance.
Mariage et succession :
Son épouse est inconnue, il a N... qui suit.
N... de Cusance, seigneur de Cusance.
Mariage et succession :
Il épouse Mlle Dameron de qui il a :
- Étienne, sire de Cusance : père de Luquette dite "Dameron" qui épouse Guillaume Ier de Montigny,
- Gérard, qui suit,
- Jeannin, (? - 1275/77).

Gérard/Étienne de Cusance, (? - avant 1284).
Mariage et succession :
Son épouse est inconnue, il a :
- Gérard/Guy, qui suit,
- Agnès : elle épouse Jean de Scey, (? - après 1305).

Gérard/Guy de Cusance, (? - avant 1302), seigneur de Cusance.
Mariage et succession :
Il épouse Marguerite, (? - avant 1309), fille de Richard de Neuchâtel-Bourgogne et de Marguerite de Montfaucon-Montbéliard, de qui il a :
- Thibaut, qui suit,
- Agnès, (? - avant 1330) : elle épouse en 1318/28 Huart de Bauffremont, (? - 1380).

Thibaut de Cusance, seigneur de Cusance, et de Flagy par son mariage.
Mariage et succession :
Il épouse en 1309 Étiennette, dame de Flagy , fille de Jean d'Oiselay de Flagy (fils puîné d'Étienne d'Oiselay et Clémence de Faucogney), et d'Helvide/Helvis (fille de Liébaut IV de Bauffremont), de qui il a :
- Jean, qui suit,
- Vauthier,
- Girard, qui fonde la branche de Flagy et de Scey-en-Varais,
- Agnès : elle épouse Odard de Vaux,
- Isabelle : elle épouse en 1330 à Jean de Cicon.

Jean de Cusance, (? - 16 mai 1368), chevalier, seigneur de Cusance et bailli d'Amont en 1337, 1354 et 1360.
Mariage et succession :
Il épouse Isabelle, (? - 2 janvier 1347), fille de Thiébaud III de Belvoir et de Jeanne de Montfaucon, enterrée au prieuré de Cusance, de qui il a :
- Vauthier, dit "le Petit" qui suit,
- Agnès, épouse Richard de Montferrand.
- Liebaud de Cusance, 73e comte-évêque de Verdun de 1380 à sa mort en 1403, administrateur de l'abbaye de Faverney, prieur de Fontaine-les-Luxeuil, ambassadeur de Philippe le Hardi et de Charles V, roi de France.

Vauthier de Cusance, dit "le petit Vauthier", (? - 3 mars 1383/84), seigneur de Cusance, Belvoir, Saint-Julien en Montagne et du château de la Baume (à Sancey).
Mariage et succession :
Il épouse le 15 janvier 1366 Catherine, (? - 8 avril 1379), dame de Montbarrey, fille de Thiébaud V de Neuchâtel-Bourgogne et de Catherine de Chalon, de qui il a Jean qui suit.
Jean de Cusance, (? - 1439), chevalier, seigneur de Cusance, baron de Belvoir, de Saint-Julien, baron de Coligny-le-Neuf (Ain), puis de Darcey (Côte-d'Or), capitaine et chambellan du duc de Bourgogne.
Mariage et succession :
Il épouse en 1394 Jeanne de Beaujeu, dame de Coligny-le-Neuf, fille de Robert de Beaujeu († vers 1380/1390 ; demi-frère cadet d'Edouard) et d'Alix de Vienne, dame de Chaudenay (sœur de l'amiral Jean), d'où :
- Girard qui suit,
- Louis, seigneur de Cusance, épouse Catherine de Monnet, vicomtesse de Salins, dame de Montsaugeon et de Pupillin : après sa mort Cusance est reprise par Hugues de La Palud, comte de Varax (qui en règle les dettes), fils  de sa sœur Isabelle de Cusance et de Guy de La Palud, ci-après).
- Guichard, (? - 1449), chevalier, seigneur de Coligny, de Saint-Julien et de Foucherans : il a deux fils bâtards Jean et Guillaume,
- Isabelle/Isabeau de Cusance, épouse en premières noces Gaspard Ier, comte de Varax (? - 1462), marquis de Saint-Sorlin, puis en secondes noces en février 1461 Gui/Guigue(s) de la Palu(d), seigneur de Châtillon ; Par sa 1re femme Marguerite Isabeau de Savigny de Beauregard — Guy de La Palu était le père d'Hugues de La Palu(d), lieutenant général en Dauphiné en 1494, sire de Châtillon, héritier de Varax et de Cusance, vicomte de Salins, époux 1° de Gilberte, fille héritière de Gaspard II comte de Varax, et 2° d'Antoinette, fille du vicomte Armand XIII Guillaume de Polignac, d'où entre autres enfants (du 2°) Jean-Philibert de La Palud-Varax, héritier de la branche de La Palud-Varambon de Villersexel[7]. Mais dans la seconde moitié du XVIe siècle, on trouve Cusance aux mains des Châteauvieux de Fromente (Louis, fl. 1584), et aussi de Pierre de Montluel de Châteaufort et sa femme Laurence Perrenot ; en 1603, vente par Catherine de Châteauvieux et son mari Clériadus de Coligny-Cressia, futur marquis de Coligny-le-Vieux et d'Andelot (1578-1644) à Jean d'Enskerque de Vellemoz, dit d'Anvers, qui cède en 1616 à Ermenfroy de Cusance de St-Julien ci-dessous, pour 40 250 francs[8].
- Agnès, épouse le 12 août 1420 à Gauthier II de Bauffremont, seigneur de Soye et de Vauvillers.

Girard de Cusance, (? - avant 1458), chevalier, chambellan du duc de Bourgogne Philippe le Bon, baron de Belvoir, de Saint-Julien et de Darcey.
Mariage et succession :
Il épouse avant 1431 Claude, dame de Vendeuvre, de Montcornet (Ardennes), Pochey, Hully et Mailly (Saône-et-Loire), fille de Dreu (VI ou VII) de Mello-St-Bris et d'Isabelle de Noyers (petite-fille de Jean Ier de Noyers, comte de Joigny), d'où :
- Ferry qui suit,
- Agnès, épouse Guillaume de Champdivers,
- Chrétienne, (? - 1492), épouse Guillaume de Saint-Seine.

Ferry de Cusance, (? - Nancy 5 janvier 1477), chevalier, conseiller et chambellan de Charles le Téméraire, conducteur de 100 lances d'ordonnance, baron de Belvoir, de Saint-Julien, de Darcey.
Mariage et succession :
Il épouse le 11 mars 1454 ou 1455 Louise, (? - 8 mai 1479), fille de Claude de La Baume, comte de Montrevel, et de Gasparde de Lévis (fille de Philippe IV de Lévis-Lautrec), de qui il a :
- Thibaud qui suit
- Ermanfroy, mort à la bataille de Novare,
- Evandelin, Abbé de l'abbaye de Pothières.
- Agnès,
- Catherine, religieuse à l'abbaye Notre-Dame-aux-Nonnains de Troyes.

Thibaud de Cusance, (1er mai 1455 - 26 septembre 1503), chevalier, membre de la confrérie de Saint-Georges, chambellan du nombre ordinaire de la maison de l'Empereur Charles Quint, baron de Belvoir, de Saint-Julien et de Darcey (les deux premières seigneuries : mises sous séquestre par Louis XI après la prise du comté de Bourgogne jusqu'en 1486).
Mariage et succession :
Il épouse en 1482 Perronne, dame d'Auxon, fille de Philippe II de Savoisy et de Marguerite de Lugny, de qui il a :
- Claude qui suit,
- Marc, (? - 1526), chevalier de Saint-Georges, seigneur de Saint-Julien et d'Auxon,
- Jean "l'Aîné", (1490 - 1567), protonotaire, archidiacre de Faverney, chanoine et grand archidiacre de Besançon,
- Jean "le Jeune", bailli de la Montagne, baron de Darcey, puis seigneur d'Auxon après la mort de ses frères, épouse le 23 septembre 1518 Edmonde, fille de Philippe de Lenoncourt et de Philippote de La Marche,
- Pierre, religieux "infirmier" (ou médecin) de l'Abbaye de Luxeuil,
- Catherine, elle épouse le 22 mai 1505 Étienne de Montmartin, (? - 1520),
- Jeanne, religieuse,
- Geneviève.

Claude Ier de Cusance, (1485/90 - 22 juillet 1523), chevalier de Saint-Georges, baron de Belvoir.
Mariages et succession :
Il épouse en premières noces en 1513 de Marie, dame de Mont-Saint-Vincent, fille de Philibert de Véré (Vérey), chevalier de la Toison d'Or, ambassadeur, et de Marguerite de Lannoy, puis en secondes noces Isabelle, (? - vers 1523), fille de Léonard de Chauvirey et de Catherine de Colombier.
De son premier mariage il a :
- Claude/Claudine, (? - 12 mars 1563), dame de Mont-Saint-Vincent, épouse Guillaume de Saulx (? - 1563), seigneur de Tavannes, Villefrancon et de Sully,
- Marie,

De son second mariage il a :
- Claude II qui suit.

Claude II de Cusance, (11 avril 1523 - vers 1560), chevalier de Saint-Georges, baron de Belvoir et de Saint-Julien.
Mariage et succession :
Il épouse en 1540 ou 1551 Philiberte de Lugny, dame d'Allerey, fille de Philibert de Lugny et de Catherine de Saint-Triviers, de qui il a :
- Evandelin-Simon qui suit,
- Ermenfroy-François, baron de Darcey, gentilhomme du roi de France en 1572, sans enfants, étudie à Dole et Fribourg comme son frère.
- Jeanne-Aimonde, elle épouse le 25 juillet 1570 Jean V d’Oiselay, (? - 1589), baron d’Oiselay, seigneur de Frasne-le-Château.

Evandelin-Simon de Cusance, (? - 1600/01), chevalier, chevalier de Saint-Georges, officier au service de l'Espagne dans les Flandres sous la régence de Don Juan d'Autriche, baron de Belvoir et de Saint-Julien, tuteur de son neveu Clériadus de Vergy. Étudie à l'Université de Dole et à l'Université albertine de Fribourg en Brisgau dont il deviendra le premier recteur d'origine bourguignonne en 1569.
Mariage et succession :
Il épouse le 19 février 1577 Béatrice, (vers 1555 - ?), fille de François de Vergy, comte de Champlitte, lieutenant-général et gouverneur du comté de Bourgogne, et de Claudine, fille d'Henri de Pontailler-Flagey, de qui il a :
- Claude-François qui suit,
- Ermenfroy, (31 décembre 1591 - 1622), baron de Saint-Julien et de Darcey, capitaine de cavalerie, épouse en 1621 Desle (ou Adèle), fille de Christophe de Rye de La Palud, chevalier de la Toison d'Or, et d'Éléonore Chabot ; il rachète la seigneurie de Cusance en 1616 à Jean d'Enskerque de Vellemoz, évoqué plus haut.
- Jean-Baptiste, (1597 - Besançon juillet 1632), chanoine de Besançon, abbé de l’abbaye Notre-Dame de Bellevauxen 1625, prieur de La Ferté et du Mouterot, doyen de Marmesse, Grand-archidiacre de Besançon, chambrier du pape Urbain VIII, maître des requêtes au Parlement de Franche-Comté en février 1632. Coadjuteur de Monseigneur Vivés et agent de l'Infante à Rome auprès du Saint-Siège.

Claude-François de Cusance, (17 février 1590 - septembre 1629 à Rheinberg), baron de Belvoir et de Saint-Julien, seigneur de Cusance à partir de 1623 à la mort de son frère Hermanfroy, membre du conseil de guerre, "maître de camp" (colonel) d'un régiment ou Tercio de 3000 bourguignons au service de l'Espagne dans les Flandres. À commandé en chef l'armée espagnole en 1626 en l'absence du comte de Berghes à la demande des officIers espagnols.
Mariage et succession :
Il épouse le 20 octobre 1612 Ernestine de Witthem, chanoinesse de Mons, (avant 1588 - Bruxelles 24 janvier 1649), dame de Boesinghe, Escaudœuvres, Hove, Perwez, Geel, Wavre, Braine, Beersel etc., marquise de Bergues-sur-le-Zoom, vicomtesse de Sebourg, comtesse de Walhain, fille de Jean de Witthem et de Marie-Marguerite de Merode, de qui il a :
- Clériadus (1613-1614?).
- Béatrice Marie-Françoise de Cusance, (Belvoir le 27 décembre 1614 - Besançon le 5 juin 1663), comtesse de Champlitte et Valhain, baronne et dame de Belvoir, Cusance, Saint-Julien, Wavre, Geel, Braine-l'Alleud, Plancenoit etc. Elle épouse en premières noces le 12 novembre 1635 Eugène-Léopold d'Oiselet, dit Perrenot de Granvelle (20 juillet 1615 - Besançon 1637), baron de La Villeneuve, gruyer de Bourgogne, prince du St-Empire, prince de Cantecroy, puis en secondes noces le 2 avril 1637 Charles IV, duc de Lorraine et de Bar.  Son fils Charles-Henri de Lorraine devint le prince de Vaudémont.
- Madeleine, (Belvoir le 25 août 1616 - Boxmeer le 22 septembre 1689) chanoinesse de Essen, comtesse de Champlitte en 1635, elle épouse le 16 décembre 1641 Albert, comte de Berg-s'Heerenberg, (Brügge le 20 octobre 1607 - Boxmeer le 17 juillet 1656), frère d'Éléonore de Bergh duchesse de Bouillon.
- Clériadius, (Belvoir 1619 - Gray 1635), héritier, substitué à son père, de Clériadus de Vergy et de Vaudrey, comte de Champlitte.
- Marie-Thérèse Henriette, (Belvoir le 1er mai 1624 - Louvain le 8 mai 1701), chanoinesse de Mons, comtesse de Champlitte en 1635 : elle épouse en premières noces le 2 septembre 1655 Ferdinand François Just de Rye La Palud, (7 mai 1637 - Besançon 3 août 1657), seigneur de Villersexel, Vuillafans, Balançon, Montrond, Cicon, Ougney, Montrambert, baron de L'Isle, marquis de Varambon et comte de La Roche, puis en secondes noces le 18 juin 1660 Charles-Eugène, (Bruxelles le 8 mai 1633 - Mons le 25 juin 1681), duc d'Arenberg et d'Aerschot (d'où la succession aux d'Arenberg d'Aerschot — par le 1er puis le 2e mariage de Marie-Thérèse-Henriette de Cusance — des biens des Rye-La Palud de Varambon et de La Roche-en-Montagne, aux dépens des parents cognatiques de ces derniers, les Poitiers de Rye : Jugement du Conseil souverain des Flandres, en appel de l'arrêt contraire du Parlement de Dole[7],[10]),
- Desle-Françoise, (1621 - Gray 1640), fondatrice des Visitandines de Champlitte, (la fondation des Visitandines de Gray revient à ses sœurs) .

La Maison de Cusance s'éteint par le décès de Clériadus, dernier baron de Belvoir. Les seigneuries de Belvoir, Cusance et Saint-Julien reviendront à Béatrix de Cusance, qui les transmettra à sa fille Anne, princesse de Lillebonne de par son mariage, en 1660, avec son cousin François-Marie de Lorraine.

## Branche de Flagy
Gérard de Cusance, (? - avant 1405), seigneur de Flagy (cf. la note), et de Scey ; en 1375, par succession de Thiébaud de Scey,).
Mariage et succession :
Il épouse Simonette/Simone, (? - 12 mars 1411), dite "de Villars", dame de Flagy et de Villersexel, fille d'Aymon de Villersexel et de Jeanne de La Roche-en-Montagne (Saint-Hippolyte), de qui il a Jehan qui suit.
Jehan de Cusance, (? - Corbeil 1417), seigneur de Flagy et de Scey.
Mariage et succession :
Il épouse Marguerite, (? - 1432), fille de Jean de Ray et de Marie/Marguerite de Châteauvillain, de qui il a :
- Jean, il teste en 1433,
- Marguerite, (? - après 1444), dame de Flagy : elle épouse en premières noces en 1434 Guy III de Pontailler (1382 - 1437/39), seigneur de Talmay, maréchal de Bourgogne, puis en secondes noces en 1440 Charles de Vergy (? - 1467), seigneur d’Arc, d'Autrey et Montferrand, sans postérité (mais Guillemette de Vergy, fille de Charles de Vergy et de sa 1re femme Claude/Claudine de La Trémoïlle d'Uchon et Bourbon-Lancy, dame d'Antigny, épouse ledit Guillaume de Pontailler).
- Béatrice, dame de Scey, épouse en 1455 Guillaume de Vienne (? - 1471), petit-fils de l'amiral de Vienne, seigneur de Montby et d'Arc-en-Barrois (seigneurie qu'il eut par un arrangement familial avec une autre branche des de Vienne, les St-Georges ; mais Béatrice descendait elle-même des anciens Arc-en-Barrois-Châteauvillain par sa grand-mère maternelle, comme on l'a vu) : leur fils aîné Jean, † 1499/1504, prendra par son mariage le nom de Vienne-Listenois.

### Fonds d'archives
- Archives départementales du Doubs, Belvoir depuis 1314, de 1 à 17. J 313, Trésor des Chartes A.D 421, les cotes E famille 2920, B 2305 et autres.